# Joguina

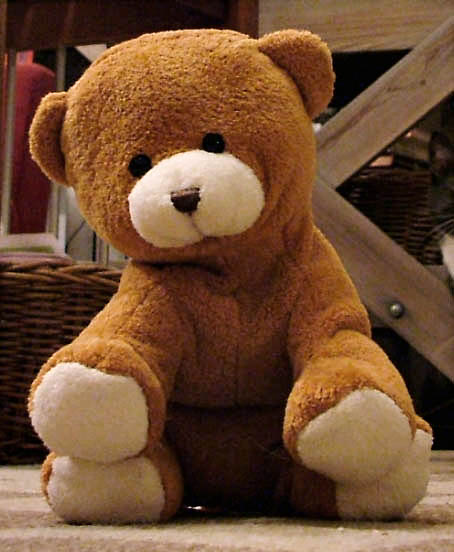
Un os de peluix, una de les joguines més conegudes

Una joguina, joguet, o jugueta és un objecte destinat a jugar-hi i entretindre-s'hi. Associats al temps de lleure i la infantesa generalment també poden ser presents en diferents moments de la vida quotidiana de manera individual o en grup. N'hi ha per a xiquetes i xiquets, adults en general i fins i tot per a animals com el gat o el gos.
Els joguets ens parlen de l'època històrica en què nasqueren i de la societat que les va fer servir. Per extensió de la seua forma d'ús, o siga posseir un objecte i fer-lo servir segons les intencions pròpies, s'ha estés a altres llenguatges quan algú o alguna cosa resta sota el domini de la voluntat d'altri.
A tot arreu, la joguina ha experimentat una evolució a conseqüència de les noves tecnologies i necessitats que han anant sorgint. D'esta manera hui en dia podem trobar importants museus que ens recorden el camí fet com el Museu de Joguets i Autòmats, el Museu Valencià del Joguet d'Ibi, o el Museu del Joguet de Catalunya a Figueres.

## Història

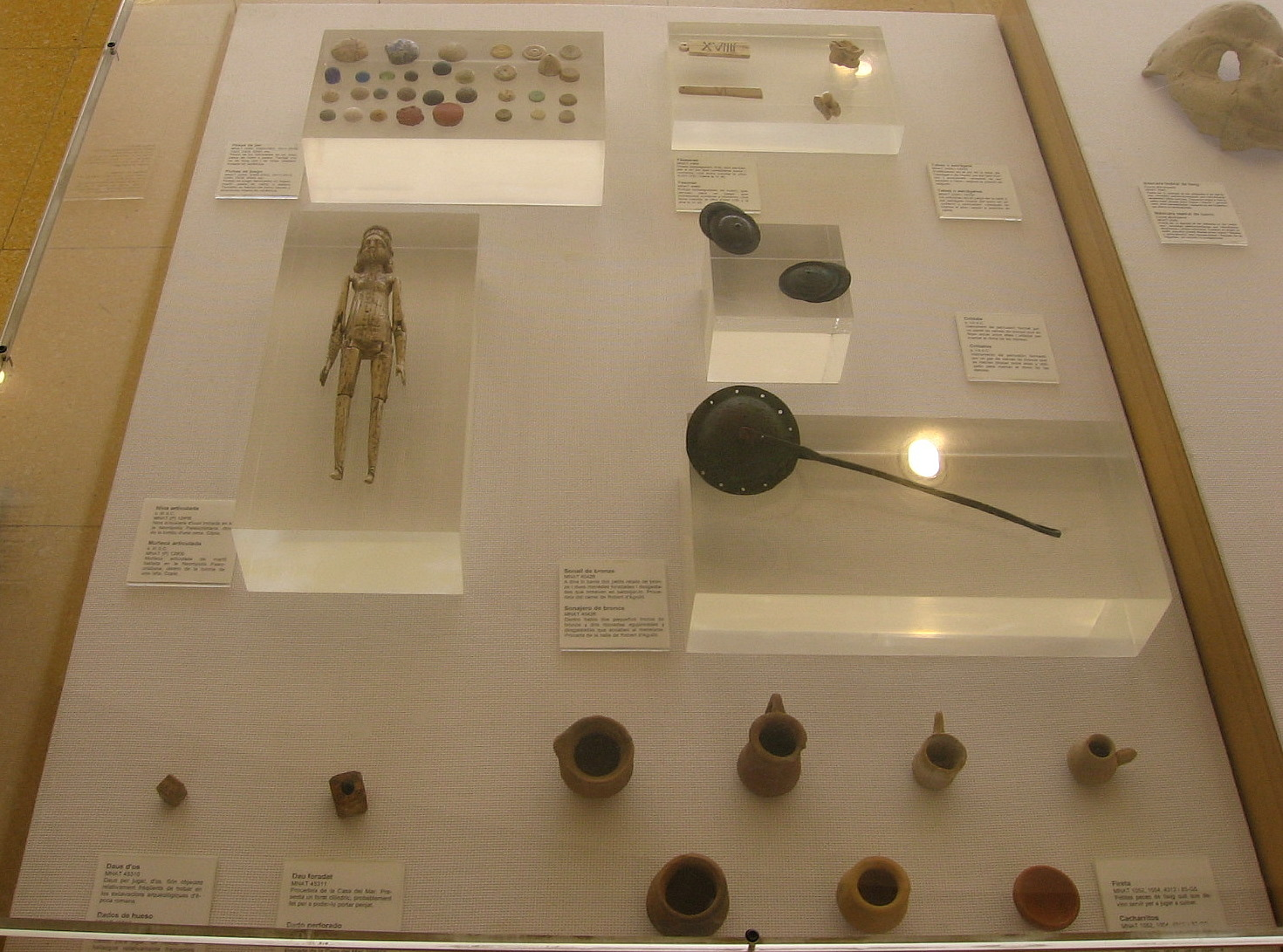
Una mostra de joguets romans, entre els quals diversos de força coneguts pels nens: Un ninot, un dau, sonalls, i plats de joguina

S'han observat molts mamífers jóvens jugant amb qualsevol cosa que troben, fent que coses com pinyes, roques, i menjar es convertisquen en joguets. Això simplement indica que els joguets tenen una història tan llarga com la de la civilització humana mateixa. Diferents joguets i jocs han sigut desenterrats dels jaciments arqueològics de les civilitzacions més antigues. Han aparegut mencionades des dels primers escrits literaris. Els joguets trobats en excavacions de la civilització de la vall de l'Indus (3000-1500 aC) inclouen xicotets carretons, xiulets amb forma d'au, i micos de joguina que podrien lliscar per una corda.
Els joguets més antics varen ser fabricats a partir de materials que es troben a la natura, com pedres, pals i argila. Fa milers d'anys, els infants egipcis jugaven amb ninots que tenien ales i potes mòbils que estaven fets de pedra, ceràmica i fusta. A l'antiga Grècia i a l'antiga Roma, els xiquets jugaven amb nines de cera o terracota, pals, arcs i sagetes, i io-ios. Quan els infants grecs, sobretot les xiquetes, es feien grans era costum sacrificar les joguines de la seua infància als déus. En la vigília del seu casament, les jóvens al voltant dels catorze anys oferirien les seues nines en un temple com a ritus d'iniciació a l'edat adulta.

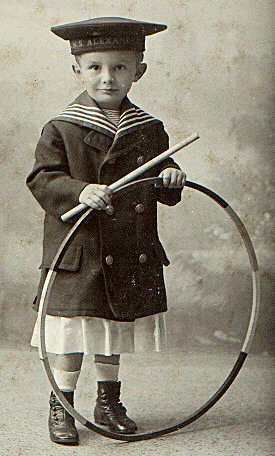
Un xiquet amb un cèrcol o rutlla. La rutlla ha estat durant molt de temps una joguina popular en cultures molt diferents.

A mesura que la tecnologia canviava i la civilització progressava, els joguets també canviaven. Mentre que les joguines antigues estaven fetes de materials de la natura com la pedra, la fusta, i l'herba, les joguines modernes sovint es fabriquen amb plàstic, roba i materials sintètics. Les joguines antigues solien estar fabricades pels pares, familia, coneguts dels infants o pels infants mateixos. En canvi, les joguines modernes solen produir-se en massa i vendre's en botigues.
Este canvi en la naturalesa dels joguets s'exemplifica pels canvis que han tingut lloc en un dels joguets més antics i universals que ha fet l'ésser humà: els ninots i les nines. Els primers ninots primitius eren simples peces de fusta amb blocs d'herba. Els ninots egipcis a vegades eren articulats i així les seues potes es podien moure de manera realista. A principis del s.XIX ja hi havia nines que podien dir "mama". Hui en dia hi ha nines que poden reconéixer i identificar objectes, la veu del seu propietari, i escollir entre centenars de frases preprogramades amb les quals respondre. Els materials amb què es fan els joguets han canviat, el que poden fer també ha canviat, però el fet que els nens seguixen jugant-hi no ha canviat.

## Classificació
Els joguets poden classificar-se segons diversos criteris. El primer és l'edat adequada, així hi ha joguets per a bebés (com els sonalls o ninos), per a xiquets, per a adults (usualment de contingut sexual) o per a totes les edats. El segon criteri és el lloc on s'usa, que pot ser interior o exterior.
Un tercer factor és el gènere de joguet, que els classifica en joguets de construcció, de miniatura (imita una ferramenta o personatge real a escala, com el ninot, la fireta o el cotxe), d'activitat física (arrossegadors, pilota), tipus puzzle o estètics, on l'atractiu és l'aspecte físic i estan a cavall entre el joc i l'ornament. Segons la finalitat hi ha joguets educatius, bèl·lics, de transport, d'interacció social o de creativitat, entre d'altres.
Per acabar hi ha joguets únics, com una corda de saltar i d'altres que formen part d'una col·lecció, com poden ser les miniatures de personatges de dibuixos animats. Un mateix joguet pot ser concebut des dels dos vessants, per exemple un camió pot ser usat en ell mateix o com a part d'un accessori de ninots d'una marca determinada.

### Sistema de Classificació ESAR
En la dècada de 1990, la doctora en psicopedagogia Denise Garon, de la Universitat Laval de Quebec, ideà un sistema d'anàlisi i classificació de les joguines que actualment és considerant un dels sistemes de classificació més encertats. Entre les diferents institucions que empren este sistema per a estudiar el potencial d'aprenentatge de les joguines hi trobem la Asociación de Investigación de la Industria del Juguete (AIJU) de l'estat espanyol.
Este sistema dividix les joguines per la seua relació en les quatre grans famílies d'activitats lúdiques definides pel psicòleg suís Jean Piaget: els jocs d'Exercici, els jocs Simbòlics, els Jocs d'Armar (d'acoblar o de construcció) i els jocs de Regles, simples o complexes. L'acrònim ESAR respon a la inicial de cada una d'este gran tipus d'activitat.
El criteri fonamental del sistema ESAR té en consideració les habilitats i competències que pot desenvolupar la persona mitjançant l'ús de la joguina. El sistema ESAR intenta determinar el tipus d'activitat lúdica que predomina sobre les altres a l'hora d'emprar la joguina.
- Joguines d'Exercici: servixen per a practicar determinades conductes mitjançant el moviment i l'ús d'objectes. Este tipus de joguets produïxen plaer pel sol fet de manipular-los i permeten obtindre efectes sensorials interessants i immediats (com per exemple el sonalls i calidoscopis). Estes joguines afavorixen el desenvolupament de la psicomotricitat, orientar l'atenció visual i auditiva, etc.
- Joguines Simbòliques: Permeten la representació mental de rols i objectes ficticis on la imitació dels adults o el «fer com si ...» ocupen un lloc predominant. En este grup s'inclouen els jocs de rol, les nines, personatges en miniatura, disfresses, titelles, etc.
- Joguines d'Armar: d'interés creixent entre els 4 i 7 anys; en edats més avançades es plasmen en activitats de muntatge més complexes. La finalitat principal és la d'acoblar (armar) diferents elements per tal de construir diferents tipus d'objectes. Dins d'este grup s'inclouen els jocs infantils d'encaix, disposició i classificació, els puzles i trencaclosques, els treballs manuals, jocs de construcció i LEGO
- Jocs de Regles
  - Joc de Regles Simples: a partir dels 4 anys el xiquet és capaç de seguir consignes i respectar unes regles senzilles, com esperar el seu torn, la qual cosa el capacita per a participar en el joc col·lectiu. Dins d'este grup s'inclouen jocs d'atzar i de competència com el parxís, l'oca, el dòmino i altres jocs de taula i al mateix temps s'inclouen els esports (quant a activitats reglades). Els materials lúdics i esportius necessaris per practicar estos jocs són classificats en este grup.
  - Joc de Regles Complexes: Característics del món adult. Comencen a despertar l'interés del xiquet vora els 7 anys. Es caracteritzen per ser jocs i joguines que integren un gran ventall de competències cognitives i socials, i que es practiquen de forma col·lectiva. Impliquen regles abstractes i complexes d'aplicar, fet que fa que l'atzar perda influància en el desenvolupament del joc en favor del control i l'estratègia. Com a exemples hi troben el joc d'escacs, joc d'estratègia, joc de deducció, etc.

### Joguet de col·lecció

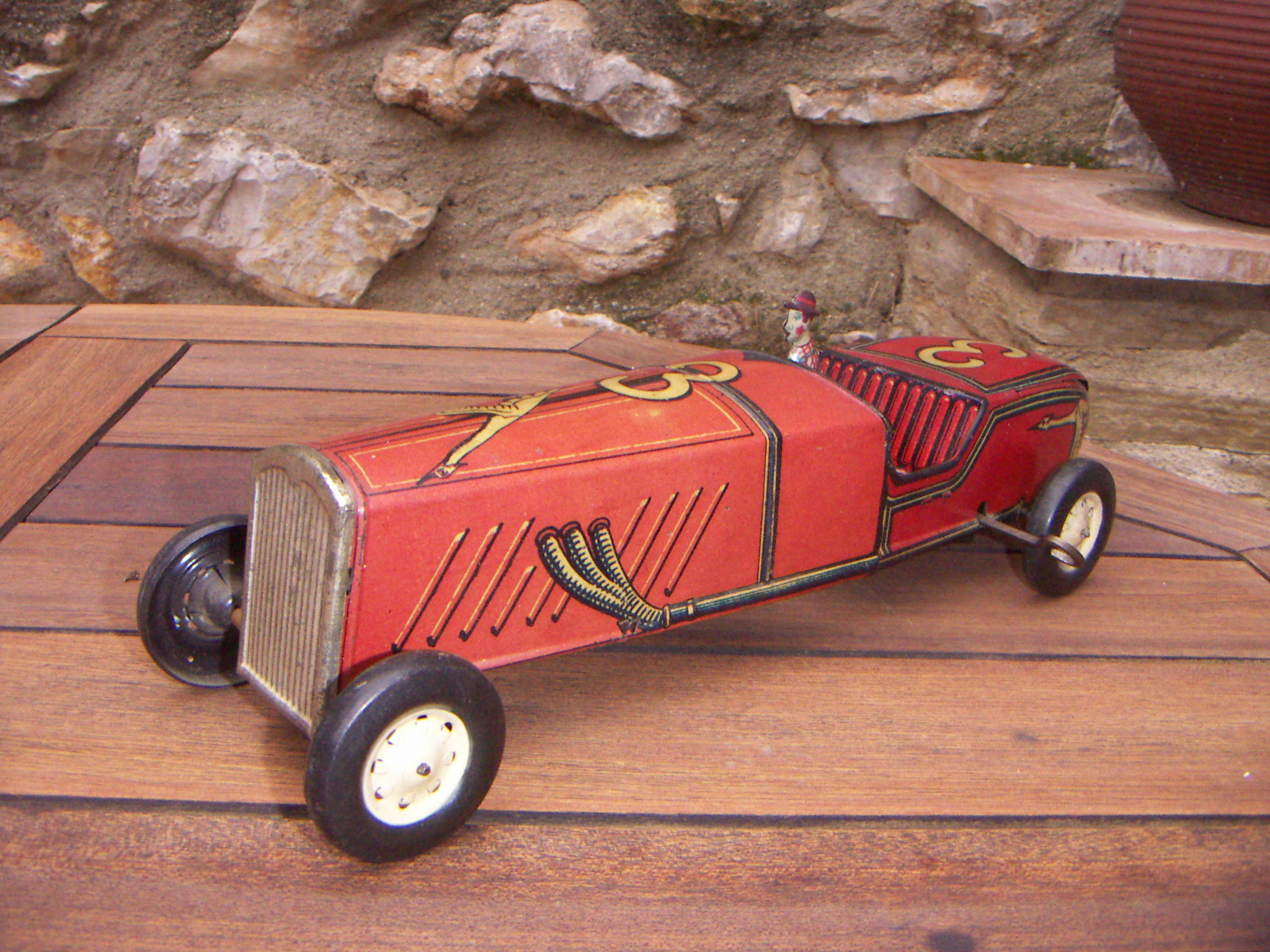
Cotxe amb mecanisme de corda fet de llauna

La joguina de col·lecció és un objecte lúdic per a xiquets que per la sea antiguitat o raresa ha esdevingut un article col·leccionable, o bé un objecte lúdic o decoratiu que ha sigut fabricat especialment per al mercat adult. Estos últims generalment representen personatges de ficció propis del cinema, el còmic o la televisió. El mercat de les joguines de col·lecció ha mostrat un augment creixent, especialment a partir de la comercialització d'articles d'importants franquícies com Star Wars, i amb l'èxit de les sèries de dibuixos animats japonesos (anime). Això s'ha vist realimentat per la cultura o moda "retro", pròpia dels jóvens i adults que per interés nostàlgic col·leccionen les línies de joguines de la seua infància. En els darrers temps han sorgit botigues especialitzades en la comercialització d'este tipus de joguines per al mercat adult. Estos últims generalment representen personatges de ficció propis del cinema, el còmic o la televisió.

## Museus i Fires

### Museus

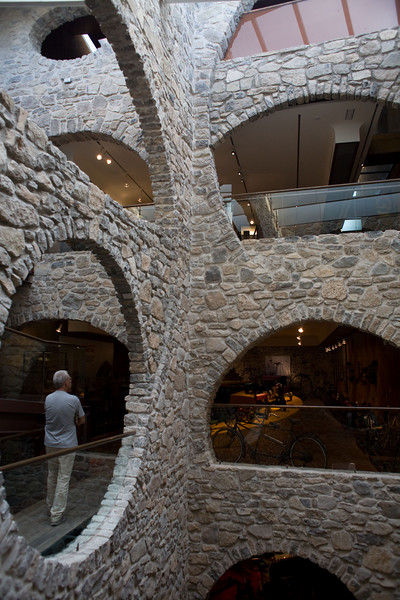
Interior de l'edifici del museu de Joguets i Autòmats de Verdú

- Museu de Joguets i Autòmats de Verdú es va inaugurar l'any 2004, fruit de la iniciativa privada i de la col·lecció de Manel Mayoral. L'edifici que l'acull és una antiga casa pairal al número 23 de la Plaça Major. Està distribuït en tres plantes en una superfície de més de 2.000 metres quadrats. La col·lecció està formada per atraccions de fira, bicicletes, futbolins, joguines de llauna, cotxes de pedals, autòmats, teatrins, jocs, patinets, cartells ... L'exposició s'oferix al visitant com un viatge fascinant a través dels records, les il·lusions i les vivències del col·leccionista. La memòria és, doncs, el subtil fil conductor d'este conjunt d'objectes, i ho és també del museu. Des de la seua inauguració, el Museu ha dut a terme exposicions temporals dedicades a companyies de teatre com Comediants, Tricicle i la Cubana, al futbol ja sis ceràmiques de l'artista Miquel Barceló. A la vegada, des del Museu s'oferix el lloguer de vint exposicions temporals per a tot tipus d'entitats culturals i centres de lleure. Es realitzen visites guiades pel Museu i per Verdú, disposa de tallers didàctics per a grups d'Infantil, Primària, Secundària i Batxillerat, lloga el seu equipament per a realitzar reportatges fotogràfics i anuncis de televisió. També disposa d'una botiga de joguines i productes agroalimentaris del territori.

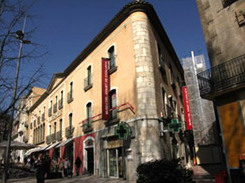
Museu del Joguet de Catalunya, a la Rambla de Figueres

- Museu del Joguet de Catalunya exhibix més de 4.000 peces: zoòtrops, mecanos, teatrins, animals i cavalls de cartó, cuines, pilotes, baldufes, avions, cotxes, trens, nines, titelles, aparells de màgia, jocs per a invidents, disfresses, retallables, manubris, soldats, robots, màquines de vapor, ossets, tricicles, patinets... Moltes d'estes peces s'acompanyen de fotografies antigues de xiquets amb els seus joguets, la qual cosa ens ajuda a situar-los cronològicament i a veure com s'hi jugava. Alguns joguets havien pertangut a personatges com Anna Maria i Salvador Dalí, Federico García Lorca, Joan Miró, Carles Fages de Climent, Josep Palau i Fabre, Joan Brossa, Quim Monzó, Frederic Amat… El Museu disposa d'un Centre de Documentació i de Recerca sobre els jocs i els joguets.

- Museu Valencià del Joguet instal·lat a la "Casa Gran" d'Ibi provisionalment. Este museu va ser inaugurat el 1990 i compta en la planta baixa amb una col·lecció d'objectes artístics dels segles XVII i XVIII donats per Aurora Pérez-Caballero Pérez germana de l'últim propietari de la casa. A la planta alta se situa el museu amb joguets donats pels germans Payá.

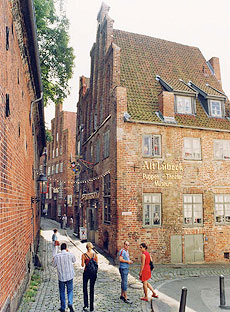
Vista de TheaterFigurenMuseum en Lübeck.

- Museu de Titelles de Lübeck (Theater Figuren Museum Lübeck) és un museu privat, està una mica amagat en un carreró del nucli antic de Lübeck. El carreró es diu Kolk i està a prop del Holstentor (Porta Holsten) i per davall de la Petrikirche (Església de Sant Pere). Des de fa decennis Fritz Fey ha col·leccionat amb passió tot el que té importància en la història del teatre de titelles alemany i també mundial i l'ha exhibit en el seu museu que està integrat en un complex de cinc cases medievals de la típica arquitectura gòtica de maó. La col·lecció de Fritz Fey es pot comparar a les col·leccions corresponents de fama internacional del Münchner Stadtmuseum o del Dresdner Puppenmuseum. Conegut i apreciat també fora de Lübeck el museu contribuïx a la diversitat cultural d'esta ciutat i dels seus museus. El museu compta amb el suport sobretot del consell municipal i de la Fundació Possehl. El museu exhibix uns mil objectes de tres segles i de tres continents (Europa, Àfrica, Àsia), que demostren com els titellaires han provat sempre i per tot arreu el fet de posar un espill davant de la seua societat per mitjà de titelles molt variades: titelles manejades a mà, dit, bastó o fils, ninots de ventriloquia, fantotxes d'ombres xineses, titelles mecàniques de tota classe i tècnica, titelles transformables. Totes estes espècies de titelles formen part del museu.
- Museu de Cases de Nines (Puppenhausmuseum) de Basilea mostra més de 6.000 objectes (ossets de peluix, nines, cases de nines i miniatures) que recreen diferents escenes. A més, el museu organitza amb regularitat exposicions temporals. Cal destacar la col·lecció d'ossos de peluix, única en tot el món tant per quantitat com per qualitat.
- Museu del Joguet de Dénia mostra de la indústria joguinera de Dénia des de 1904 fins a 1960.
- Museu del Joguet de Praga que es troba al castell de Praga.

### Fires
- Fira Intergalàctica del Joguet a la Rambla de Figueres a finals de maig.
- Fira del Joguet Antic i del Col·leccionisme de Dénia[10]
- Fira Jocantic, a la rambla Vidal de Sant Feliu de Guixols
- Mercat del joguet de col·leccionista a La Sagrera (Plaça Massades) Cada primer diumenge de mes, menys agost.
- Feju o Fira Internacional del Joguet i el Joc amb les últimes novetats del sector industrial del joguet
- Fira del joguet a Crevillent (el Baix Vinalopó) se celebra el 7 d'agost
- Festa per al joc i joguina en català[11]

## Desenvolupament infantil
Els joguets, com el joc per si sol, tenen múltiples funcions tant en els humans com en els animals. Produïxen entreteniment alhora que complixen un rol educatiu. Els joguets milloren el caràcter, la capacitat cognitiva i estimulen la creativitat. Ajuden en el desenvolupament d'activitats físiques i mentals que són necessàries per la vida futura.
Un dels joguets més simples, un conjunt de peces de fusta, també és un dels millors joguets per a desenvolupar les funcions cerebrals. Andrew Witkin, director de màrqueting de Mega Brands digué a Investor's Business Daily que, "ajuden a desenvolupar la coordinació ull-mà, les matemàtiques i les habilitats científiques i també deixen que els infants siguen creatius." Altres joguets com les bales i les pilotes fan el mateix servici pel desenvolupament infantil, permetent que es pense i s'utilitze el cos per a aprendre les relacions especial, causa i efecte, i un ampli ventall d'habilitats com les mencionades pel senyor Witkin.
Un exemple dels diferents camins a través dels quals els joguets poden influenciar en el desenvolupament infantil són els materials plàstics com la plastilina, que s'usen per a crear figures. Este tipus de joguets tenen un impacte positiu en el desenvolupament físic, cognitiu, emocional i social del xiquets.
Els joguets infantils sovint fan ús de sons distintius, colors brillants i textures originals. Els infants comencen a reconéixer formes i colors a través del joc amb joguets. La repetició reforça la memòria. Joguets com la plastilina ajuden que els infants es facen els seus prpis joguets.
Els joguets educatius per a xiquets en edat escolar sovint són trencaclosques, tècniques de resolució de problemes o proposicions matemàtiques. Els joguets pensats per a adolescents o adults ja incorporen conceptes més avançats. No tots els joguets són adequats per a totes les edats. Alguns jocs que es venen per a edats específiques poden ser fins i tot contraproduents pel desenvolupament infantil en un altre rang d'edat.
Nou consells per a jugar sense prendre mal:
1. Cal llegir tot l'etiquetatge de la joguina. No hem de comprar joguines que no complisquen tots els requisits de seguretat que exigix la Unió Europea.
2. Hem de tindre en compte a l'hora de triar la joguina l'edat, habilitat i capacitats del xiquet. És important fixar-se en l'advertència que apareix en la mateixa joguina de “no recomanat per a menors de…”. A més, convé mantindre a distància les joguines per a xiquets més grans de 36 mesos.
3. No s'ha de deixar jugar amb peces xicotetes a xiquets menors de 36 mesos, perquè presenten riscos d'asfíxia.
4. Correspon als pares seguir atentament les instruccions de muntatge i ús de la joguina, i guardar-les en un lloc segur.
5. Convé adquirir les joguines en comerços o botigues online de confiança. Els comerços poc fiables tendixen a tindre menys cura de la seguretat de les joguines i fins i tot a no facilitar la devolució dels articles.
6. Hem d'examinar periòdicament el joc per a comprovar el seu desgast o detectar-hi parts trencades que poden provocar riscos per a la salut i seguretat del xiquet.
7. Hem de desfer-nos dels envasos com bosses de plàstic perquè constituïxen un risc per al xiquet, però guardant-ne les instruccions.
8. Cal ensenyar als xiquets a guardar les joguines per a evitar accidents si entorpixen el pas enmig d'una escala o en zones de trànsit de la casa.
9. En cas de trobar problemes de seguretat en la joguina, cal comunicar-ho com més prompte millor als fabricants i a les autoritats públiques.

## Gènere

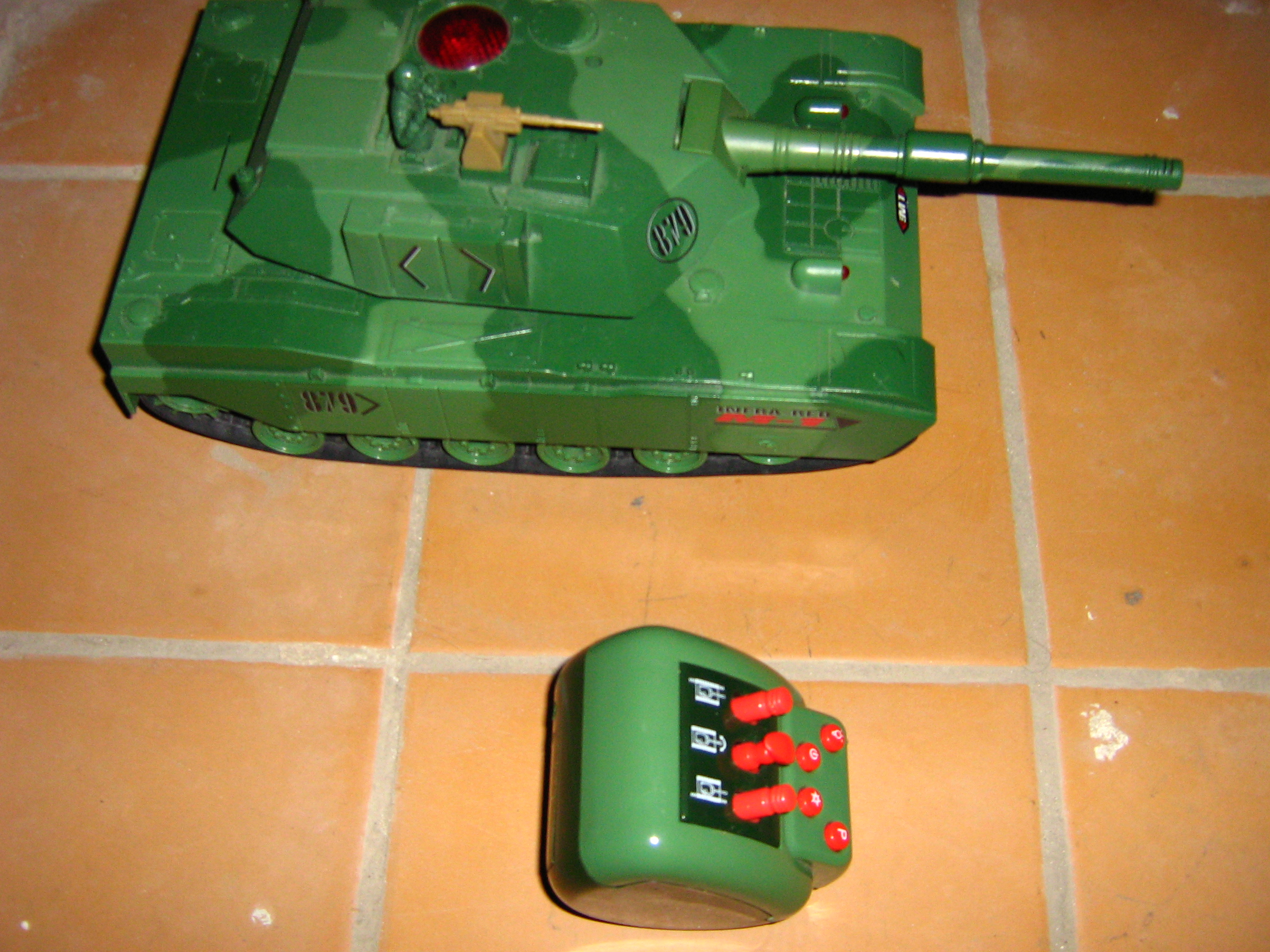
Un tanc de joguina amb control a distància. Aquest tipus de joguets són generalment considerats només de nens, però algunes nenes també ho passen bé jugant-hi.

Alguns joguets, com les nines Barbie o els ninots soldats, sovint es perceben com a més acceptables per a un gènere social que per a l'altre. Segons els investigadors, xiquets de tan sols 18 mesos d'edat ja desenvolupen estereotips de gènere a l'hora de comprar o escollir un joguet. És cert que hi ha una certa tendència biològica que fa que els xiquets opten per joguets més moguts o agressius i les xiquetes per joguets més calmats, detallistes i creatius. Tot i així, això només és una tendència general i els estereotips acaben influint en la decisió que faria cada persona.
Jugar amb joguets estereotipats per al sexe contrari a vegades té conseqüències negatives en els pares o altres nens, que recriminen tal acció o discriminen el company. Els darrers anys, sobretot als països occidentals, hi ha hagut un augmentació en l'acceptació que els xics utilitzen joguets estereotipats per ser 'de xiquetes'. En canvi, generalment no s'accepta tant que les xiques juguen amb joguets qualificats 'de xiquets'.

## Influència del màrqueting

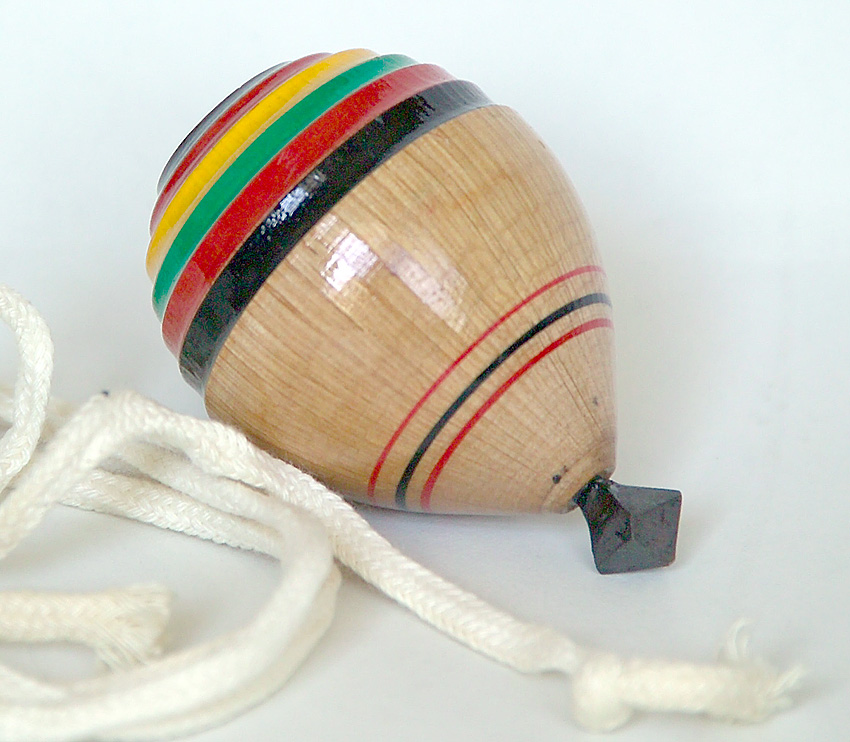
Baldufa tradicional

Des dels anys 60, als Estats Units i Europa, el màrqueting va començar a posar atenció en els xiquets com a consumidors, per l'accés que tenien als diners i per la influència que exercien sobre sos pares.
En l'actualitat moltes pel·lícules, programes televisius, còmics, llibres i equips esportius inclouen joguines en les seues línies oficials de marxandatge.
Estos consistixen generalment en models en miniatura de personatges o objectes (vehicles, edificis, accessoris, etc.) Associats a les seues respectives temàtiques.
De vegades es fa una distinció en els models basats en personatges antropomòrfics entre les anomenades figures d'acció (destinats als xiquets) i les nines (enfocats a les xiquetes), independentment de si el model en qüestió representa un personatge femení o masculí.

## Materials de les joguines
Les cultures originalment derivaven els materials de la natura per a l'elaboració de joguets senzills; des de les canyes, la fusta, les fulles de dacsa i llavors, fins a les pedres, i vísceres dels animals.
En el desenvolupament de les joguines es va incorporar la tela i altres materials de simple procés, com ho són algunes tintes.
Posteriorment, varen aparéixer els joguets metàl·lics, fets de llauna o llautó.
Actualment, els avanços en l'àrea química i de manufactura han permés l'elaboració de productes de materials sintètics, així com en la injecció de plàstic per l'alta producció de figures, joguines complets o parcials, a més d'una gran diversitat d'objectes. Els estàndards moderns en la indústria requerixen, per raons preventives de salut, que els materials no siguen tòxics i que el disseny de joguines considere la duresa dels materials, per tal de ser més segurs o menys perillosos, això últim és evident en joguets esponjosos i de tela fets per a infants.
Per exemple, la pilota, durant el transcurs del temps, ha sigut creada del producte natural del cautxú, de l'estómac de la cabra, de combinacions de materials que inclouen el cuiro, i també s'ha fabricat de plàstic i altres materials sintètics.
- Joguines de fusta: (matraca)
- Jocs de llautó
- Jocs de paper i origami: (avió de paper)
- Jocs de tela i nines de drap: (titella, osset de peluix)

### Normes de seguretat

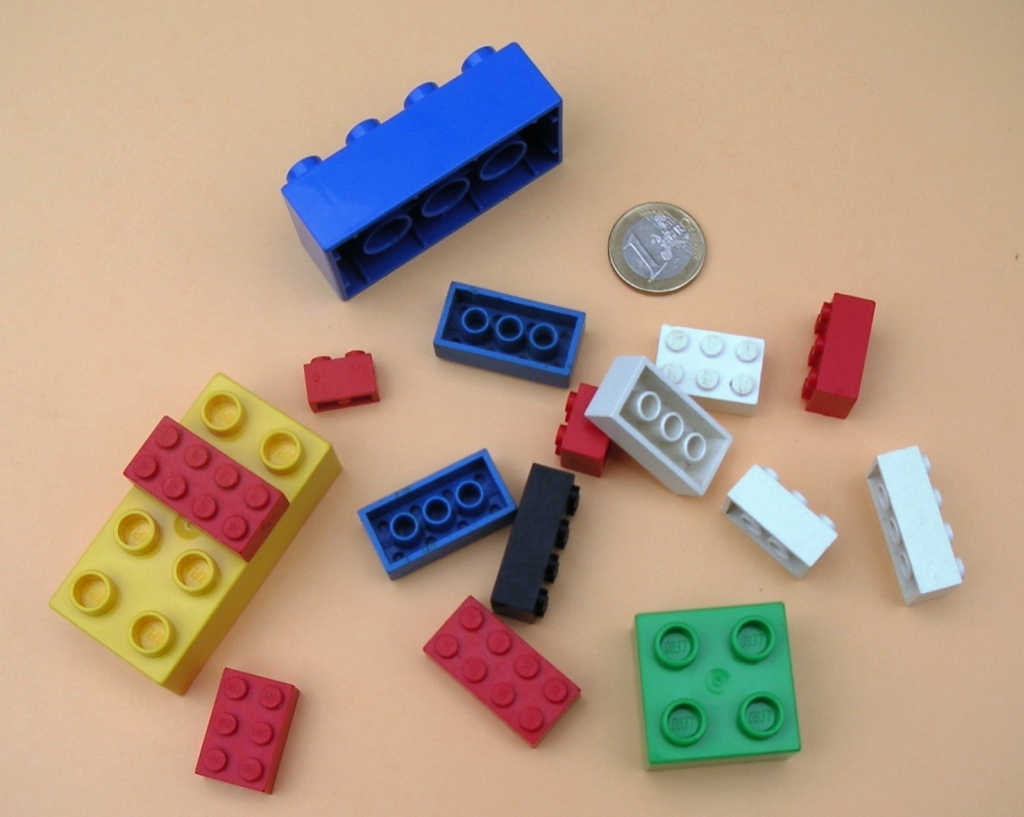
Els joguets que contenen peces petites, com aquests trossos de Lego, en alguns països han d'alertar per llei que no són aptes per als més petits, ja que podrien ingerir les peces.

Molts països han aprovat normes de seguretat que limiten els tipus de joguets que es poden vendre. La majoria d'estes normes tracten d'evitar els perills potencials, com per exemple l'asfíxia o el risc d'incendis, que podrien causar lesions. Els xiquets, especialment els més xicotets, sovint duen els joguets a les seues boques, per tant, els materials usats per a fer una joguina es regulen per a evitar la intoxicació. Els materials també estan regulats per a previndre els riscos d'incendi. Els xiquets encara no han aprés a jutjar el que és segur i el que és perillós, i els pares no sempre pensen en totes les situacions possibles, per tant estes advertències són importants.
També hi ha hagut problemes de seguretat de les joguines en relació amb la pintura amb plom. Algunes fàbriques de joguines, quan els projectes es tornen molt grans, subcontracten la producció a altres fàbriques menys conegudes, sovint en altres països. El 2007, hi hagué alguns joguets de la Xina que els Estats Units va haver d'enviar de tornada. Els subcontractats no poden ser controlats de prop i, de vegades, usen un mètode inadequat en la fabricació. El govern dels EUA, juntament amb les multinacionals que venen joguines, ara exigixen a les empreses que porten els seus productes a proves abans d'arribar a les prestatgeries.

## Indústria
Algunes de les empreses i marques destacades:
- Payá Hermanos, SA fundada a Ibi, Foia de Castalla (Alcoià) el 1905 pels germans Payà que pertanyien a una família de llauners, el 1984 l'empresa es va transformar en cooperativa (Payá SCVL), actualment està especialitzada en reproduccions de joguets de llauna de la seva primera època destinada al mercat del col·leccionisme.[18]
- Rico SA fundada el 1910 a Ibi per antics empleats de Payà.[18]
- Juguetes y estuches (JYESA) fundada el 1925 a Ibi també per ex-operaris de Payà.[19]
- Jecsan dedicada a la fabricació de figures de diferents temes, en particular del circ.[20]
- Reamsa (Resinas Artificiales Moldeadas SA) va ser fundada el 1952 a Barcelona dedicada a la fabricació de figures de soldats de 7 cm que primer eren de goma, fins al 1955, i després de polietilè.[21]
- Comansi
- Geyper fundada a finals dels 50 al País Valencià, va fer suspensió de pagaments el 1987; Bizak va tornar a fabricar els "Juegos Reunidos"[22] i els "Geyperman"[23] l'any 2001.
- Sanchis
- González Y Cía
- Jefe (Juguetes Saludes)
- Congost
- Airgam un dels seus èxits és la série d'airgam boys.
- Famosa (Fábricas Agrupadas de Muñecas de Onil Sociedad Anónima) és una empresa valenciana de nines situada al poble d'Onil, Foia de Castalla (Alcoià). El 1970 es va associar amb Playmobil per crear Famobil.
- Exin (Exclusivas Industriales Sociedad Anónima) fundada a Barcelona el 1951, les seves marques més famoses són: Madelman, Cinexin, Exin Castillos, Tente, Scalextric, Meccano…
- Lego és una empresa de joguines danesa reconeguda principalment pels seus blocs de plàstic interconnectables. El nom Lego fou adoptat per la companyia l'any 1934, que prové del danès "leg godt", que vol dir "juga bé". Fins al 1949, Lego es dedicà exclusivament a fabricar joguines de fusta.
- Scalextric és el slot més popular, són models en miniatura de cotxes de tracció elèctrica per a curses sobre pistes amb una ranura que fa de guia i de presa de corrent.
- Madelman va ser un nino d'acció articulat fabricat entre els anys 1968 i 1983 per Indústries Plàstiques Madel.
- Ibertren
- Meccano és un joc de construcció, consistent en peces de diverses mides, forma i color construïdes en metall amb files de forats per a subjectar-se a altres peces per mitjà de cargols. Segons el model pot contenir motors elèctrics, rodes, politges, etc.
- Cine Nic fabricat pels germans Nicolau a Barcelona als anys 30.[24]